# 仮面ノリダー
『仮面ノリダー』（かめんノリダー）は、フジテレビ系列のテレビ番組『とんねるずのみなさんのおかげです』にて放送されたコーナードラマ、およびそれに登場するヒーロー。

## 概要
木梨扮する仮面ノリダーと石橋扮する数多くの怪人が所属する悪の秘密組織『ジョッカー』との闘いを描いた、特撮番組『仮面ライダーシリーズ』のパロディドラマである。1988年（昭和63年）春の火曜ワイドスペシャル版で初回が放送され、レギュラー化した1988年（昭和63年）秋から1990年（平成2年）春まで放送された。のちに1992年（平成4年）、1993年（平成5年）、1997年（平成9年）にスペシャル版が放映されている。
『おかげです』のコーナーでも屈指の知名度を誇っており、小中学生の間では本家仮面ライダーを上回る人気を得ていた。本作は後年制作される仮面ライダー作品にも影響を与えており、木梨は劇場版仮面ライダーにゲスト出演も果たしている。

## 物語・設定
主人公は「木梨猛」（演：木梨憲武）という白いパンタロンと植物と動物を愛する青年。彼は悪の秘密結社「ジョッカー」により改造人間「ノリダー」に改造されるも、秘密特訓基地で親友となった石橋文字隼人（後に留守番電話男に改造）によって救出され、脳改造を前に脱出、正義の味方「仮面ノリダー」として、世界平和のために戦うことを決意した。普段は人間体として、人間社会で生活しているが、ジョッカーの怪人との戦闘時においては、変身ポーズをとることによりベルトの風車に風力を与え、仮面ノリダーへと変身する。
木梨猛は中目黒在住。普段はおやっさんこと「立花藤兵衛」（演：小林昭二）の経営する「喫茶Amigo」の臨時店員として働いている。また、恋人の「マリナさん」（演：渡辺満里奈）とともに、孤児院「チビッコハウス」で子供たち（演：劇団ひまわり）の教鞭をとったり、ジョッカーによって瀕死の重傷を負った人間にサイボーグ手術を行うこともあり、一定の収入を得ながら生計を立てている模様。
ナレーターも『昭和仮面ライダーシリーズ』同様、中江真司が起用され、オープニングナレーションも再現されるなど非常に凝ったパロディー作品となった。「恐怖バレーボール女」では、元ネタとなったドラマ『サインはV』と『仮面ライダーアマゾン』でナレーターを担当した納谷悟朗が登板し、その回のナレーションのほとんどを占めた。エンディングで「行け!仮面ノリダー!戦え!仮面ノリダー!」の決めゼリフを納谷一人で終わるかというところで、「待ってください納谷さん、私にも喋らせてくださいよ」と中江が乱入し、二人の決めゼリフでしめるというダブルナレーションが行われた。また、中江本人が劇中に登場し、その場でナレーションを読む回もあった。
おやっさんは木梨猛が改造人間であることを知っているが、マリナさんは知らない。そのため、猛は改造人間である自分がマリナさんとは恋人でありながら、結ばれることはないことを苦悩する描写もあった。しかし、真の完結編・『最後の決戦』のラストで結婚し、「現在も中目黒のアミーゴで幸せに暮らしているという」（ナレーションによる。以下同じ）。また、改造人間になったことを苦悩する猛に対し、おやっさんがはっぱをかける描写も存在し、本家以上に熱いセリフも散見される。
なおピンチになるシーンでは、本家仮面ライダーではなく『人造人間キカイダー』（その後番組の『キカイダー01』含む）の劇中で使用した音楽（作曲・渡辺宙明）が流用されている。また、木梨猛がジョッカーの皆さんと怪人に出くわすシーンなどは、アニメ『重戦機エルガイム』の劇中で使用した音楽（作曲・若草恵）が、キングジョッカーのテーマソングとして、アニメ『機動警察パトレイバー』の劇中で使用した音楽（作曲・川井憲次）が使用されていた。

## 仮面ノリダー
木梨猛が変身ポーズをとることによって、ベルトの風車に風力を与えて変身した正義の戦士。巨大な耳が特徴。また仮面ライダーのマスクには、複眼の下にスーツアクターの視界確保のため覗き穴が開けられていたのに倣ってか、変身後の仮面ノリダーは自分の鼻の穴周辺を黒く塗っており、視覚的に鼻の穴がかなり大きく見える。寒い場所や暑い場所では防寒のために着膨れしていたり、半袖の状態になったりしたこともある。
番組冒頭では、手術台に拘束された猛にジョッカーの死神博士（演：石橋貴明）がノミとカナヅチで手術を施しているシーンがあった。このとき、猛が吐いたセリフは「やめろ、ジョッカー!! ぶっとばすぞー!!」であった。
また放映当時、雑誌で解剖図が掲載されたことがあるが、その内容は体の中にトランクスがある、頭脳の解説には「笑いを取ることだけを考えている」と記されているなど、かなり奇天烈なものであった。また、血の色は緑色でヘソがなく、胸には「かいぞう」、背中には「にんげん」という文字がある。
最終話（第71話）で、仮面ノリダーはジョッカー総帥の正体「キング・ジョッカー男」とともに大気圏外で爆死したかに思われたが、実は存命しており、後に戦線復帰する。1997年（平成9年）3月27日にスペシャル編で放映された『最後の決戦』では、亡くなった藤兵衛から「Amigo」のマスターを継いだとも取れる描写も登場している。また、キング・ジョッカー男も存命しており、続編「仮面ノリダーV2」では猩猩右近と共に悪の秘密組織「ゲロ・ジョッカー」を結成している。
巨大化した初代仮面ノリダーの市街戦も描かれ、本家で後年登場する「ウルトラマンとビデオ共演時の新1号」「仮面ライダーJ」「3D映画のシャドームーン」すべてに先駆けた設定でもあった。

### 変身
変身時においては第1話では「怒ると恐～い!仮面ノリダー!!」のコールとともに、仮面ライダー1号の変身ポーズをアレンジしたようなポーズで変身していたが、基本的には「♪か～いわれ巻き巻き、ね～ぎトロ巻き巻き、巻いて巻いて、手巻き寿司、とぉー!!」と、腕を回しながら腰を振る動作と共に唱和して変身する。また、たまにジョッカーの皆さんが脇から蹴りを入れるなどの妨害を行うことがあり、その際はやり直すこともあった。この変身コールがきっかけで、後にとんねるずの二人はミツカン酢のCMに出演するようになった。また一時期、「カルーセル麻紀麻紀、ポール牧牧、巻いて巻いてマキ上田」、他にマイク真木、栗原小巻など、名前に「マキ」とつく有名人の名をパロディで使ったり、当時話題となっていた湖池屋の「スコーン」のCMフレーズを唱和して変身したこともある。しかし、ミツカン酢のCMの依頼が来てからは元に戻している。「シャワー男」のときは、時間がないからとの理由で4倍速で流れた。
「帝都大戦男」で帝都大戦男に投げ飛ばされたのを利用して早口で｢♪か～いわれ巻き巻き～」を唱和したのを皮切りに、翌週からは突然「♪か～いわれ巻き巻き～」ではなく、さまざまな変身コールで変身を行っていった（「バレーボール女」での変身の際は元の変身コール）。その中でも植木等の『スーダラ節』の1フレーズである「♪スイスイ、スーダラダッタ、スラスラ、スイスイスイ」というパターンで変身することが多く、最終話（第71話）「キング・ジョッカー男」での最後の変身のときにこれを「2番」と位置づけていた。時に更衣室に置いてあった女性の下着を見て興奮した途端に変身したり、『光速エスパー』と同じパターンで変身したりしたこともある。
変身ポーズも仮面ライダー1号（いわゆる「新1号」）のものをアレンジしているが、一定のものが決まっているわけではないらしい。本家は変身時、「お約束」で一部を除き敵が攻撃しないことに対し、こちらはそのお約束を破り変身途中でも毎回のように怪人である石橋が邪魔したため、よく途中で打ち切り一瞬で変身していた。また変身のレベルも、ある程度自分で変えられるようで、弱そうな怪人（ヒヨコ男など）が相手のときは「半分だけ変身」していた。

### 技
仮面ノリダーはその技の豊富さでも群を抜いており、正確な数は本人ですら把握しきれていない。基本技はパンチ技の「ノリダー・パンチ」、飛び蹴り技の「ノリダー・キック」、頭突き技の「ノリダー･ヘッドバット」だが、同等の小打撃を「ノリダー・ハナミズ」でも行うことができる。
また、「ジョッカーのみなさん」（演：倉田プロモーション）に対しては、「ノリダー・カーニバル&フェスティバル」で全滅させるのが基本パターンである。その以外にもさまざまなパターンが存在し、「ノリダー・海」や「ノリダー・○○爆弾」といった投下・爆発攻撃で全滅させることもある。特に「ノリダー・海」は初使用の際、溺れかけた戦闘員が出たため、以後「ノリダー・海」は「ジョッカーのみなさん」に最も恐れられる必殺技となった。
- なお、この「ノリダー・海」初使用の際に戦闘員が溺れかけたのは演出ではなく、完全な事故である。2回目は無事成功し、その放映の際には前回の映像と共に木梨が「今回は事故が起きなくて良かった」という旨の発言をしていた。また、真冬の東京湾に落ちるときには、ノリダーが「心臓叩いてー!」と気遣う場面もある。

怪人は、当初は「ノリダージャンプ&○○○」という技で高い所から落下していたが、後半に入ると「ノリダー○○○」と短縮された。最後に（岩場でなくても）岩石が落ちてくるのがパターン。ロケ地でとどめに使える高所がなかったり火薬の使用が認められなかった場合などでは、怪人は死なず人間や動物に戻ったりジョッカー基地に送り返されたりしている。
劇中後半では、金色のプロテクターを身につけた「すーパーNORIだー」への二段変身をすることで、さらに強力な攻撃を可能とした。すーパーNORIだーは、体色が黄金色に変化し声も約1オクターブ半高い西城秀樹風のものになる。「すーパーNORIダー参上、ボンヨヨヨ〜ン!」が決めゼリフ。ただ、実際は登場すると真面目に戦って倒すだけのパターンしかできなかったために扱い方が難しく、結局登場機会も少ないまま「北海道男」以降登場することはなかった。その後、プロテクターが「ノリダー秘密基地」に飾られているのが確認できる。
なお、すーパーNORIだーのプロテクターは、初期に撮影スタントマンが使用していた通常ノリダー色のプロテクターを再塗装したものである。このスタントマン用がすーパーNORIだー色に更新される前、トナカイ男の回で『ねるとん紅鯨団』（関西テレビ）スタジオでの対戦でノリダーが使用している。また、仮面ノリダーのプロテクターは初代と2代目があり、初代はラッコ男 - 1989年（平成元年）末まで頻繁に使われていたもので、2代目は北海道男で初登場している。初登場時、ノリダー自ら「プロテクターおニューだもんね」と言及している。しかし、その後しばらく2代目の使用例はなかったが、1990年代（スペシャル含む）に入り2代目プロテクターが主流となる。1997年（平成9年）『最後の決戦』ではノリダーが2代目、分身（岡村）が初代を使用している。すーパーNORIだーのスーツは仮面ライダー新1号と同じく黒字に2本の縦ラインが入っている。このスーツは続編でもある『仮面ノリダーV2』のスーツに使用された。
ヘルメットに関しても、特別編の『ゴキブリ男』から新しいものに交換されているのが色艶から確認できる（黒から緑に変わっている）。ノリダーヘルメットは1つ7万円もするそうである（スペシャルで木梨が言及）。なお、初代ヘルメットは、木梨の小父が営む喫茶店「なごみ堂」に飾られている。

### チビノリダー
仮面ノリダーは、握り拳大のカプセルに「チビノリダー」（演：伊藤淳史）を収納・携帯しており、自身のピンチのときに呼び出して、ともに戦うこともあった。共に繰り出す必殺技は、単独時の数倍にも達する。なお、子供に関連する行事時における戦闘では、かなりの頻度で呼び出していた。石橋演じる怪人は、チビノリダーに対して、不意打ちを食らわせるなど大人気なくかつ卑怯極まりない攻撃をたびたび繰り出していた。
演じていた伊藤淳史は当時4～6歳という幼い時期の出演だったため、当時のことをよく覚えていないという。だが、木梨からは当時のことを高く評価されており、いまだに「チビノリダー」と呼ばれることも多い。
なお、カプセル収納状態のチビノリダーは、番組エンディングで紹介されていた視聴者イラストコーナーで採用された者にプレゼントされていた、ノリダー特製キーホルダー人形を流用している。一般販売などはされなかった非売品であるため、大変レアなグッズとなっており、巷では無許可のニセモノ商品などが多数市販されていた。
元ネタは仮面ライダー2号と『ウルトラセブン』に登場するカプセル怪獣（ミクラス、ウインダム、アギラ）である。

### その他のノリダー
仮面ノリダーV2終了後の特別編のエピソード（1993年（平成5年）11月4日）において、紺野美沙子演じる「女ノリダー」が登場、初代仮面ノリダーと共にジョッカー残党に改造された実兄（ゴキブリ男）と対決した。
また、最終回のエピソード（1997年（平成9年）3月27日）では13歳になったチビノリダーに加え「ノリダーの分身」としてナインティナインの岡村隆史が登場（石橋には「チビノリダーより小さい」と言われていた）。当番組自体はおろかとんねるずとしても、他のお笑いタレントとの共演がほぼ皆無だった時代でのこの組み合わせは視聴者を大変驚かせ、また注目を浴びた。

## アミーゴ
おやっさんが経営するアミーゴは15年前（1974年ごろ）に中目黒でオープンした。年中無休だが、中盤からおやっさんが地方に行くことが多くなったため、店を閉めていることが多かった。ノリダーの顔の一つということもあり、回が進むごとに様々な変貌を遂げている。名前の由来は本家「仮面ライダー」の初期の立花の経営店から。
レギュラー放送第一回（『恐怖カルガモ男』）で喫茶アミーゴに息を切らして入ってきた猛が「おやっさん!水…、水一杯下さい…」と言い、その水をよろけながら店内にある観葉植物へかけ、「でっかくなれ観葉植物」とのアドリブを放った所スタッフに大ウケし、以後毎回このネタを披露し、回を重ねるごとに植物はどんどんでかくなっていった。
『恐怖うま男』で、実は「うま女」だった怪人が命と引き換えに産んだ子馬をアミーゴに置いた。
『恐怖留守番電話男』では、猛が親友の石橋文字隼人の改造後である留守番電話男を間違って落っことしてしまい倒してしまうが、後に修理され大運動会男によって爆破されるまでアミーゴの固定電話として置かれた。
他にもスナックを兼業したり、メニューにそば類を追加するなど、さまざまなアイデアが登場した。
終盤、「意外とミーハーだった」おやっさんがさまざまな有名人のサインをもらっては飾っていたアミーゴも、『恐怖大運動会男』では、大運動会男である元スター・西城ひろみが置いた時限爆弾によって、4秒前なのに爆発し破壊されてしまった。その時もおやっさんはサイン色紙を気にしていた。
次週（『恐怖ミッキーキャット男』）で、大道具さんの手によってリニューアルされ、それと同時におやっさんは猛を心配して、店内にノリダー秘密基地を作ってもらっていた。『ノリダーV2』でもそのままリニューアルしたアミーゴが登場していたが、終盤（最終回（第9話）まで残り3話だった）に変わったせいか、今ひとつ世間に認知されず、のちのスペシャルでは元に戻っている。
『ウルトラマンゼアス・パロディ編』にも登場し、おやっさんが来店した朝日勝人（ウルトラマンゼアス）を猛と見間違えた。
また、最後の決戦『恐怖ラッコ男』ではおやっさんがすでに亡くなっており、猛が引き継いでオーナーとなり、改築して住み込みで働くことになったが、その際にはおやっさんの遺影がアミーゴに飾られている。

## ジョッカー
世界征服をもくろむ悪の軍団で、世界中に支部を置いている。「ジョッカー総帥」こと｢キング・ジョッカー男｣ （演：石橋貴明）を首領として、日本支部では「ファンファン大佐」（演：岡田眞澄）が指揮をとっている。第1話では「ジョッカー将軍」であったが、当時の雑誌では「ラッコ男」による作戦が失敗した責任で「大佐」に降格されたという設定で統一されていた。
「ジョッカーのみなさん」と呼ばれるジョッカー構成員には戦闘員のほかにも一般要員・医療要員・科学技術要員・怪人候補生がおり、中には自分の意思でジョッカーに参画している者もいる。要員は男女の区別なく活動しているが、怪人候補生はほぼ男性である。
岡田はファンファン大佐としての出演が決まった際、1980年代にCMに出演した縁で革靴メーカーのマドラスに小道具のブーツを特注で製作してもらい、愛用したという逸話がある。
後に本家平成仮面ライダーシリーズの『仮面ライダーW』や『仮面ライダーフォーゼ』の監督を手がけた坂本浩一は、倉田プロモーションでのスタントマン当時、本作にジョッカー戦闘員役で出演していた経験がある。

### 活動
基本的には、「恐怖○○男」と呼ばれる怪人たちが、地球征服のための作戦を立案・実行しており、ファンファン大佐は、怪人の製造指揮、作戦の成否の監視、殉職した怪人たちの慰霊（ジョッカーの作戦室にはそれまで倒された怪人の遺影が飾られている）を主な職務とする。まれに、ファンファン大佐自身が戦う場合もあり、その際は愛刀の「5番アイアン」を振るう。また、「5番アイアン」は裏切った怪人用のためなのか、「ジョッカービーム」なる光線で怪人を一瞬にして消滅させることができる。
なお、ファンファン大佐は洗脳されていただけの一般人で、最終回（第71話）で「ジョッカー基地爆破のショックで普通の人間に戻った」。しかし、「最後の決戦」ではなぜかファンファン大佐として登場し（基地にはキング・ジョッカー男の遺影も飾られており、若干パラレルワールド化している）、事実上の首領代理として活動するが、再生ラッコ男がノリダーに倒されると、世界征服作戦を放棄した。なお、ファンファン大佐はほぼすべての回で、コーナー終盤の基地の映像に切り替わると同時に、怪人がノリダーに倒された腹いせとして「ノリダーめぇ!!」のセリフで締めるというお約束事があった（ただし、セリフの言い回しは必ずしもこれで統一されていたわけではなく、回によっては「くっそー!!」「おのれー!!」などの別のセリフで締めていたこともある）。
「恐怖蚊取り線香男」では巨人ファンであることが判明。沖縄編第1話の舞台裏において将軍昇進の機会が訪れたことがあるが、その回の怪人であるハブ男が倒されて作戦が失敗したために昇進できず、沖縄編第2話でも昇進できなかったため、新しいゴルフクラブのセットを購入できなかったと嘆いていた。
なお、2003年（平成15年）の『とんねるずのみなさんのおかげでした』の15周年スペシャルのゲストの1人として岡田眞澄が呼ばれており、ほとんど出番がなかったのにもかかわらずファンファン大佐（眼帯はなし）の服装で出演していた。倉田プロも元・ジョッカーのみなさんとして出演していたので、これが最後のジョッカー軍団出演である。
また、『ウルトラマン』のアラシ役の毒蝮三太夫を洗脳し、再び科学特捜隊のコスチュームを着せて破壊活動を行ったが、同隊のコスチュームを着て登場した「おやっさん」こと立花藤兵衛に説得され、自我を取り戻した（藤兵衛役の小林昭二は『ウルトラマン』のムラマツキャップ役も演じていた）。

### 怪人
ジョッカーの怪人は、仮面ノリダーと同じく人間からの改造人間で、脳手術まで完了している。鑿と金槌が用いられ、改造にかかる時間はさまざまだが、最長でも1週間とかからない。改造手術を受けると、血液の色が「緑」に変更される。改造のモチーフは特に決まっておらず、バラエティ豊かなさまざまな怪人が登場する。技は強力なものからまったく役に立たないものまで千差万別で、自分の技を返されてダメージを受けることもしばしばあった。また、台本上で嫌がったりダメージを受けるのではなく、演じる木梨憲武本人が本気で嫌がった技もあった（例：象男のつば攻撃は、石橋貴明本人がつばを垂らすという不潔なものであり、木梨も「名場面集」でこの場面を挙げ、「恐るべし、象男」と述懐している）。
なお、怪人のほぼすべては石橋貴明が演じており、「日本一のぬいぐるみ師」の称号を自称している。大柄な怪人は転倒すると石橋だけでは立ち上がれなくなり、ジョッカーの皆さんやADの助けが入る。作戦室に登場後から作戦開始まではファンファン大佐との間で掛け合い話を行うスタイルとなっている。
戦闘パターンは本家ライダー同様に「戦闘員を倒した後に1対1の対決」となることが多かったが、着ぐるみの取り回しが難しい場合は何人かのジョッカーの皆さんが残って手伝うこともあった。また、スポーツをテーマとした怪人（ゴルフ男やプロ野球男など）との対決では、ニアピン対決やホームラン競争など、その怪人が得意とするスポーツで戦うこともあった。特殊な例ではその場に居た一般人を対決に巻き込むこともあり、おひな様男などは幼稚園を襲った挙句、ノリダーに鼓舞された大勢の幼稚園児に逆襲されるという憂き目に遭っている。
前述のように、最後は高いところから転落し爆発、後から落ちてきた岩石（撮影用のプロップ）を受けて死ぬのが定番となっており、『週刊少年ジャンプ』の『ジャンプ放送局』で投稿者にネタにされたこともあった。初期はロケ地の都合（高い場所が無かったり火薬の使用許可が取れなかった等）で、転落→爆破のパターンではなく、怪人が人間や動物に戻ったりジョッカー基地に送り返されたりするケースもあった。
石橋は毎回着ぐるみを着るのが相当しんどかったらしく、最終回（第71話）「キング・ジョッカー男」によると「オランウータン男」ぐらいまで楽しかったが、「うま男」で初めてつらさを経験し、「花火男」のころはもう嫌だったそうである。しかし、冬の寒い日のロケでは着ぐるみのおかげで石橋だけが暖かく、元気だったこともあった。

## エピソード

### 作風
ギャグパロディではあるが、真面目なパロディである面を持つ。
たとえば小林昭二、中江真司といった本家ライダー関係者の起用、また木梨猛のファッションやノリダーのデザインは、かなり極端なデフォルメがされているものの明らかに「旧1号」（第1話 - 第13話の仮面ライダー）の本郷猛と仮面ライダー1号のデザインをもとにしており、ノリダーが乗っている50ccのバイクも初期のサイクロン号によく似せてある。毎回終わりにノリダーが「全国のチビっ子諸君」に向けてメッセージ（「お風呂で身体を洗うとき、耳の後ろもしっかり洗おう!」など）を送っていたのも、本家のパロディーであった（のちに廃止されるが、完結編で復活している）。また、オープニング映像も本家と同じくノリダーがバイクで疾走するシーンが使われ、オープニング終了後の映像にも木梨猛が改造されるシーンと共に本家と同じようなナレーションが使われていた。完結編『最後の決戦』では、すでに物故していたにもかかわらず「立花藤兵衛／小林昭二」のクレジットとともに、回想シーンの形で小林を登場させた。
ノリダーが駆る50ccバイクは、当初はヤマハ・YSR50が使用されたが、のちに番組スポンサーでもあったスズキよりGAG50の提供を受け、急遽ノリダーの愛車として使用されるようになった。元々本家仮面ライダーもスポンサーの関係でスズキ車の使用率が高かったのだが（なお、平成仮面ライダーシリーズでは番組スポンサーも務めているホンダ車が使用されている）、ノリダーと同時期に放送されていた仮面ライダーBLACKにおいては、主人公の愛車としてスズキ・GSX-R400が使用されていた。なお、バイクが50ccだったのは当時木梨が中型自動二輪免許を持っておらず普通自動車免許（50ccは乗車可）のみだったためである。

### 本家を意識してのストーリー
スタート当初から1話完結のストーリーを貫いてきたが、マンネリ化し始めた1989年（平成元年）秋頃から最終回に掛けてのストーリーは、2話連続（3話連続が1度だけあった）になったり、CMを挟んでのストーリーを展開するなど、小出しにしていった。特に2話連続の手法は、終盤に入った頃の1989年（平成元年）11月放送のボウリング女からで、この場合は最後に「来週につづく」のテロップが表示された。また、CMを挟んでの場合は「CMのあとすぐつづく」と表示された。
ただ、これは当時の視聴者からの受けは全く良くなかった。
なおこの背景には、前述のマンネリ化対策のほか、以下の理由があげられる。
- 当時忙しくなっていたとんねるずのほか、渡辺満里奈や小林昭二ら共演者のスケジュール確保
- 他のコーナーの時間増大
- 終盤の時点で登場する怪人のネタ切れ

### 作品のソフト化禁止の経緯

#### 無断パロディ化による軋轢
本作は本家『仮面ライダーシリーズ』の原作者である石ノ森章太郎（石森プロ）や、制作会社の東映、および製作局である毎日放送に正式な承諾を取らず、無断でパロディ化したため、本家側から抗議を受けた挙句、続編の『仮面ノリダーV2』も含め作品のソフト化を一切禁じられた。
本家・仮面ライダーシリーズ（昭和仮面ライダーシリーズ）後期の『仮面ライダーBLACK』『仮面ライダーBLACK RX』で主人公・南光太郎を演じた倉田てつをは、BLACK出演当時にフジテレビ側から出演オファーが届いていたものの、結局東映側から許可が下りなかった為に断念したという。また当時の撮影現場では、ノリダーに関する話題はタブーであったとのことである。
一方で、昭和ライダーシリーズ前期から中期の初代『仮面ライダー』～『仮面ライダーZX』のプロデューサーであった平山亨は、仮面ノリダー本編を笑いながら見ていたと平山の息子が証言している。
当時は「バラエティ番組のソフト化」が皆無といっていい状況であり（本作もバラエティ番組の一コーナーである）、基本的に出演者とはソフト販売を前提としない放送のみの契約であった。そのため仮にこのような軋轢がなかったとしても、あらためて各出演者（故人の場合はその遺族）との再契約の必要が生じるなど、結局権利問題の面でソフト化のハードルは非常に高いものとなっている。しかしながらDVD化の署名運動まで行われるなど、現在においても人気は根強い。
同時期に放送されていた『オレたちひょうきん族』の『かまへんライダー』や、後年同じフジテレビ系で放送された『ダウンタウンのごっつええ感じ』にて行われた『秘密戦隊ゴレンジャー』のパロディコントである『世紀末戦隊ゴレンジャイ』の場合は、当初から版権元に許可を得ていたため、問題なくソフト化されている。

#### 石ノ森章太郎からの容認
一方で原作者・石ノ森としては平山と同様に容認の姿勢を示していた。もともと石ノ森は、自身が関与した特撮作品を漫画化する際（石森プロ系の漫画家による代筆も含む）、原作に則ったハードな作品とは別に、『宇宙鉄人ジョーダイン』など、ギャグ漫画としてセルフパロディ化することもしており、『秘密戦隊ゴレンジャー』に至っては自らパロディの『ひみつ戦隊ゴレンジャーごっこ』を執筆していたため、もともと抵抗がなかったという。
1989年（昭和64年）に雑誌『TVガイド』にて仮面ノリダーの特集が組まれた際にもインタビューに応じ、「横澤（彪）さんに『いつも仮面ノリダーを楽しく見てます。ありがとうございます』と、先日電話をしました」と、容認を示すコメントをしていた。

#### その後
その後、2007年（平成19年）9月27日放送の『とんねるずのみなさんのおかげでした』特番において放送された「もう一度みたい仮面ノリダーベスト10」において、初めて「協力：石森プロ・東映」のクレジットが表示され、以降『おかげでした』でノリダーの映像を放送するときには必ずこのテロップが挿入されていた。
さらに、2013年には東映が正式に『仮面ノリダー』の商標登録を行った。
2019年に公開された『劇場版 仮面ライダージオウ Over Quartzer』にて木梨猛役で木梨が出演。公開当日まで情報は伏せられていた。カメオ出演ではなく木梨の見せ場となるシーンは用意されているが、「ライダーとして認めてもらえず囚われていた」というメタフィクション的な設定での登場であり、仮面ノリダーに変身することはなかった。
2020年4月28日には木梨が倉庫の掃除中に見つけた仮面ノリダーの衣装を着て自身のInstagramに仮面ノリダーとして動画を投稿したうえ、同年5月2日には自身のラジオ番組『土曜朝6時 木梨の会。』で「仮面ノリダーから届いた手紙」を紹介し、いずれも2019新型コロナウイルスへの警戒とその感染拡大を防ぐための自宅待機を呼びかける内容と合わせて話題となった。

## 出演者
仮面ノリダーの登場人物を参照。

## 主題歌
「仮面ノリダーぶっとばすぞのテーマ」
作詞／遠藤察男 作曲・編曲／辻陽 唄／木梨猛と「そこら辺にいた子供合唱団」
本家主題歌の「レッツゴー!!ライダーキック」を意識しており、歌詞の冒頭部分のほか、映像においても本家を感じさせる部分がある。コミックソングとしての色彩が強いものの、子供向けのヒーローソングとしての基本は押さえた内容になっている。
放送開始当初は一番のみ存在していたが、徐々に歌詞が増えていき、最終的には七番まで存在した（番数が増えるにつれて、歌詞のギャグ要素が濃くなって行った）。なお、作詞は当番組の構成担当である遠藤察男が手がけている。
JASRACには「レッツゴー!!ライダーキック」に付随する形で登録されており、ゆえに菊池俊輔が作曲したと勘違いがちであるが、実際の作曲は辻陽が担当している。初期には曲の入ったカセットテープのプレゼントもあった。
歌い方を木梨は「レッツゴー!!ライダーキック」を歌った子門真人に似せている。ただし、曲調自体のアレンジは似せているが、作曲の要であるメロディーラインは別物である。
木梨の子門真人を真似た独特な歌唱法とギャグが組み込まれた歌詞は一大ブームを巻き起こし、当時から十代の女性中心に人気を博していた月刊アイドル誌『明星（現・Myojo）』の付録『YOUNG SONG』に、歌詞が掲載された。
また、上記の通り子門真人の歌い方を真似ているため、極端に巻き舌発音を多用し、歌詞が聞き取りづらい独特な歌い方になっている。
例：
- 赤いマフラー→赤いマフリャゥ〜
- レッツゴーゴー→レッツゴー、ギィョォ〜
- 仮面ノリダー→きぃやめんノリディ〜ャ〜ゥ など

テレビ朝日開局30周年記念の生放送番組で、とんねるずが登場した際は各ゲストが登場時にオーケストラの演奏に合わせて歌う「開局30周年おめでとうの歌」を木梨は仮面ノリダーぶっとばすぞのテーマで歌い出し、場を盛り上げたことがある（その後、芳村真理の要望で歌い直すが、こちらも即興のアドリブソングであった）。本家『仮面ライダー』もテレビ朝日で放送されていた事から、そのシーンが流れた時はカメラをとんねるずに回し木梨が仮面ノリダーの変身シーンを行うなどのテレビ朝日側の配慮もあった。
2022年4月28日、木梨はステイホームを呼びかける「仮面ノリダーぶっとばすぞのテーマ」歌唱動画をInstagramに投稿し、75万回以上再生された。

## 放映リスト
野球中継の延長により1989年10月5日は21時15分～不明、同年4月20日・4月27日は21時30分～22時30分で放送。
1. 1988年（昭和63年）3月8日 - 恐怖ラッコ男
2. 1988年10月13日 - 恐怖カルガモ男
3. 1988年10月20日 - 恐怖コアラ男
4. 1988年10月27日 - 恐怖チョコ玉男
5. 1988年11月3日 - 恐怖プードル男
6. 1988年11月10日 - 恐怖レンタルビデオ男
7. 1988年11月17日 - 恐怖うさぎ男
8. 1988年11月24日 - 恐怖カンガルー男（チビノリダー初登場）
9. 1988年12月1日 - 恐怖象男
10. 1988年12月8日 - 恐怖うす男
11. 1988年12月15日 - 恐怖オランウータン男（チビノリダー）
12. 1988年12月22日 - 恐怖トナカイ男
13. 1988年12月29日 - 恐怖カニ男（チビノリダー）
14. 1989年（平成元年）1月19日[注釈 29] - 恐怖新巻ジャケ男
15. 1989年1月26日 - 恐怖ホルスタイン男
16. 1989年2月2日 - 恐怖大仏男（チビノリダー）
17. 1989年2月9日 - 恐怖うま男
18. 1989年2月16日 - 恐怖雪ダルマ男
19. 1989年2月23日 - 恐怖月の輪ぐま男
20. 1989年3月2日 - 恐怖おひな様男（チビノリダー）
21. 1989年3月9日 - 恐怖ペンギン男
22. 1989年3月16日 - 恐怖ヒヨコ男
23. 1989年3月23日 - 恐怖すっぽん男
24. 1989年4月13日 - 恐怖ピザ男 〜タケシ労働の喜びを知るの巻〜（チビノリダー）
25. 1989年4月20日 - 恐怖留守番電話男 〜よみがえるメッセージの巻〜　（ノリダー誕生の謎が明かされた）
26. 1989年4月27日 - 恐怖スチームアイロン男 〜ノリダー怒りの鉄拳の巻〜（すーパーノリダー初登場）
27. 1989年5月4日 - 恐怖こいのぼり男 〜マリナの恋敵現れるの巻〜（チビノリダー）
28. 1989年5月11日 - 恐怖カーネーション男 〜マリナお母さんになるの巻〜（すーパーノリダー）
29. 1989年5月18日 - 恐怖ハブ男 〜長いものにはまかれろの巻〜
30. 1989年5月25日 - 恐怖サメ男
31. 1989年6月1日 - 恐怖ハリネズミ男 〜美しい兄弟愛の巻〜（すーパーノリダー）
32. 1989年6月8日 - 恐怖カミナリ男 〜イナズマと共にやってきた男の巻〜（チビノリダー）
33. 1989年6月15日 - 恐怖カメラ男 〜甘ずっぱ〜い初恋の罠の巻〜
34. 1989年6月22日 - 恐怖おたまじゃくし男 転じて ガマガエル男 〜華麗なる変身の巻〜
35. 1989年6月29日 - 恐怖アサガオ男（木梨猛とファンファン大佐 対面）
36. 1989年7月7日 - 恐怖七夕男 〜ジョッカーの恋の巻〜
37. 1989年7月13日 - 恐怖花火男 〜ひとときの命の巻〜（チビノリダー）
38. 1989年7月20日 - 恐怖コウノトリ男 〜大変!!ノリダーが死んじゃうよの巻〜
39. 1989年7月27日 - 恐怖蚊取り線香男 〜めざせ!!完全燃焼の巻〜
40. 1989年8月3日 - 恐怖シャワー男 〜プールサイドは走らないでねの巻〜
41. 1989年8月10日 - 恐怖北海道男 〜彼女がぬいぐるみにきがえたら 北海道に連れてっての巻〜（すーパーノリダー）
42. 1989年8月17日 - 恐怖キタキツネ男 〜北の国から '89決闘…の巻〜
43. 1989年8月24日 - 恐怖トーア・カマタ男 〜地獄のマイク・パフォーマンスの巻〜
44. 1989年8月31日 - 恐怖デューティーフリー男 〜私 恨んでますの巻〜（チビノリダー）
45. 1989年9月7日 - 恐怖プラネタリウム男 〜星に願いを込めての巻〜
46. 1989年9月14日 - 恐怖台風の目男 〜嵐を呼ぶ男の巻〜
47. 1989年9月21日 - 恐怖帝都大戦男 〜東京大破壊計画の巻〜
48. 1989年9月28日 - 恐怖ユーミン男 〜悪はユーミンにのっての巻〜（チビノリダー）
49. 1989年10月19日 - 恐怖ゴルフ男 〜ファーちみつレモンの巻〜
50. 1989年10月26日 - 恐怖プロ野球男 〜地獄の一球入魂の巻〜
51. 1989年11月2日 - 恐怖カップラーメン男 〜悲しくも美しい親子愛の巻〜（チビノリダー）
52. 1989年11月9日 - 恐怖バレーボール女 〜世界へソーレッ 若さでアタックの巻〜
53. 1989年11月16日 - 恐怖マラドーナ男 〜振り向くな君は美しいの巻〜
54. 1989年11月23日 - 恐怖ボウリング女 〜美しきチャレンジャーの巻〜
55. 1989年11月30日 - 恐怖ボウリング女 〜美しきチャレンジャーの巻・II〜
56. 1989年12月7日 - 恐怖寒中水泳大会男 〜いいぞ!いいぞ!ノリダー! わ〜〜ッパフパフ!!の巻〜
57. 1989年12月14日 - ヒゲゴジラvs仮面ノリダー
58. 1989年12月21日 - ヒゲゴジラVS仮面ノリダーII
59. 1990年（平成2年）1月11日 - 恐怖マイケル・チャン男 〜コートに賭ける青春の巻〜
60. 1990年1月18日 - 恐怖マイケル・チャン男 〜血戦！有明コロシアムの巻〜
61. 1990年1月25日 - 恐怖アイスホッケー男 〜愛は信じあうことの巻〜
62. 1990年2月1日 - 恐怖アイスホッケー男 〜愛は信じあうことの巻・II
63. 1990年2月8日 - 恐怖大運動会男 〜立ち上がれノリダー!!アミーゴ大爆発!の巻〜
64. 1990年2月15日 - 恐怖大運動会男 〜立ち上がれノリダー!!アミーゴ大爆発!の巻II〜
65. 1990年2月22日 - 恐怖大運動会男 〜立ち上がれノリダー!!アミーゴ大爆発!の巻III〜
66. 1990年3月1日 - 恐怖ミッキーキャット男 〜ジョッカーランドへようこその巻〜
67. 1990年3月8日 - 恐怖ミッキーキャット男 〜ジョッカーランドへようこその巻II〜（チビノリダー）
68. 1990年3月15日 - 恐怖ツバメ男 〜早すぎた北上 悲しみのツバメ前線の巻〜（チビノリダー）
69. 1990年3月22日 - 恐怖ツバメ男 〜早すぎた北上 悲しみのツバメ前線の巻II〜
70. 1990年3月29日 - 仮面ノリダー最終回(前編)「恐怖キング・ジョッカー男 〜さらばノリダーの巻〜」
71. 1990年4月5日 - 仮面ノリダー最終回(後編)「恐怖キング・ジョッカー男 〜さらばノリダーの巻II〜」（チビノリダー）

SP
1. 1989年（平成元年）3月30日 - ハイライト&メイキング
2. 1989年10月5日 - 怪人何でもザ・ベストテン
3. 1989年12月28日 - さよなら'89 みなさんのおかげです重大ニュース ノリダー・スペシャル

特別編
1. 1992年（平成4年）7月30日 - 仮面ノリダー IN マウイ「キング・ジョッカーの息子 恐怖ヤシの実男 〜ハワイだマウイだワーイワーイの巻〜」
2. 1993年（平成5年）11月4日 - 恐怖ゴキブリ男 〜女ノリダー登場〜

『意地悪ばあさん』との合体企画として、ファンファン大佐の代わりにジョッカーの一日大佐となった波多野たつ（演・青島幸男）がファンファン大佐のゴルフバッグが密室から消失した事件の犯人の濡れ衣を着せられ真犯人探しに奔走するという第3弾の企画もあったが、番組の第2シーズン終了で制作中止になっている。なお同作のオチはたつの「犯人さ～ん！ファンファン大佐のゴルフバッグを、返しなさ～い！キャディのひとみさんが悲しむよ！」がアミーゴまで届いて猛やマリナさん、おやっさんにファンファン大佐のプライベートがばれてしまうというものになっている。
完結編
1. 1997年（平成9年）3月27日 - 恐怖ラッコ男 〜よみがえる怪人達 ノリダー最後の決戦〜